# Victoria Peak

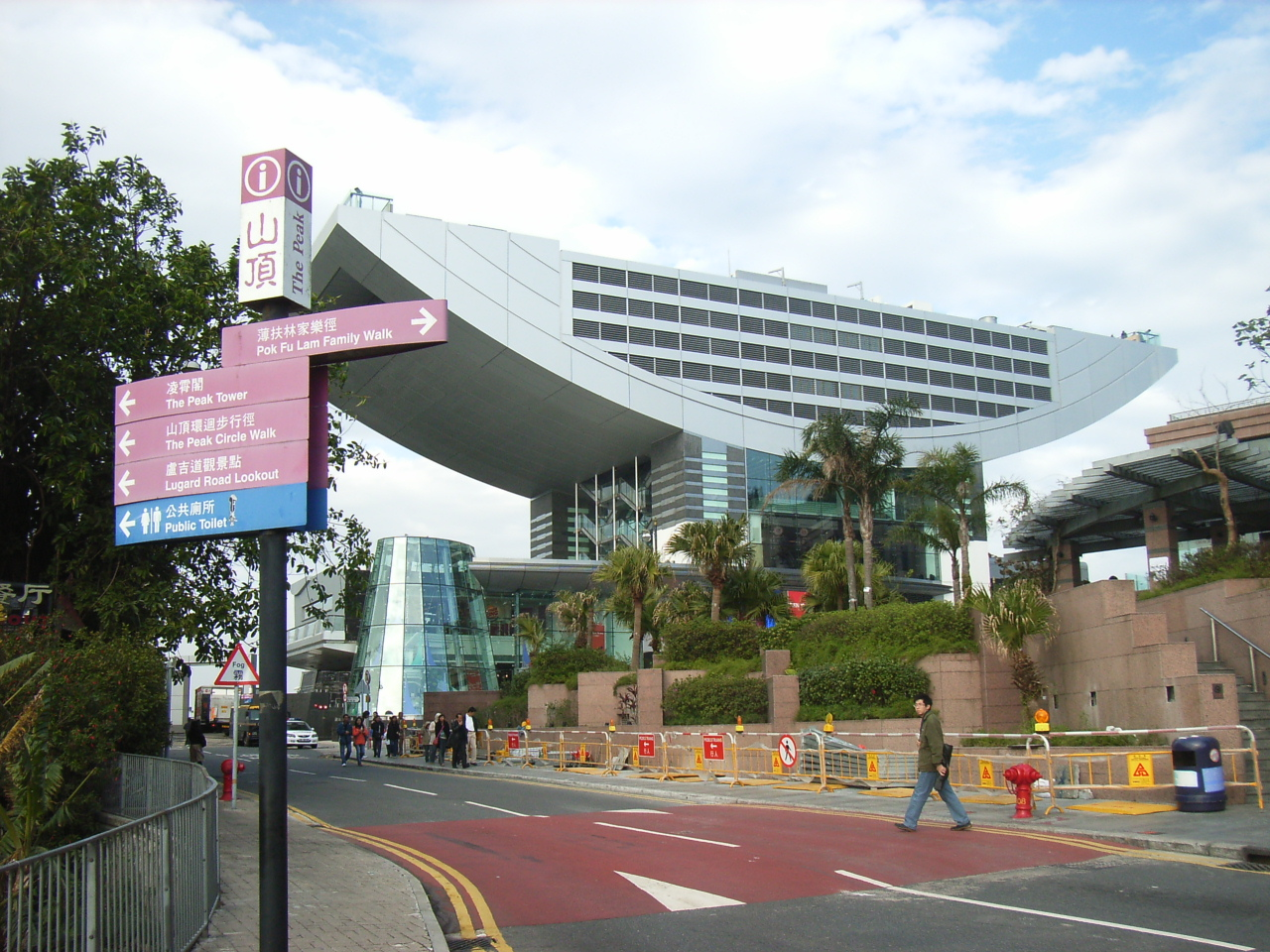
De Peak Tower gezien vanaf de Peak Road. De ingang naar de Peak Galleria bevindt zich rechts op de foto.

De Victoria Peak (trad. Chin. kar.: 太平山頂), in de volksmond The Peak of Mount Austin genoemd, is een berg in Hongkong. De berg bevindt zich in het westelijk deel van het dichtbevolkte Hongkong-eiland en vormt met een hoogte van 552 meter het hoogste punt van het eiland, hoewel het niet in de buurt komt van de 958 meter van de hoogste berg van de achipel, de Tai Mo Shan. De grondprijzen behoren er tot de hoogste ter wereld en er wonen dan ook veel leden van de rijkere klasse.
Het hoogste punt van de Victoria Peak wordt bezet door een radiozendinstallatie en is daarom voor het publiek gesloten. Rondom de top bevindt zich echter een vrij toegankelijk park, dat een goed zichtpunt biedt over het centrale deel van Hongkong, de haven en de omliggende eilanden. Om deze reden is de berg uitgegroeid tot een enorme bezienswaardigheid met jaarlijks zeven miljoen bezoekers, waarmee het de best bezochte attractie van Hongkong is. De enorme stroom toeristen heeft ervoor gezorgd dat op 'de Peak' twee grote winkel- en vrijetijdscentra zijn ontstaan, de Peak Tower en de Peak Galleria, die zich naast elkaar aan de Victoria Gap bevinden.